# Cetatea Rákóczi din Ghimeș
Fostul punct vamal „Cetatea Rákóczi” este un monument istoric aflat pe teritoriul satului Ghimeș, comuna Ghimeș-Făget. În Repertoriul Arheologic Național, monumentul apare cu codul 22727.01.